# Anton Kolig
Anton Kolig (født 1. juli 1886 i Neutitschein, Mähren; død 17. maj 1950 i Nötsch, Kärnten) var en østrigsk maler, universitetslærer og et af de fire medlemmer af det, der senere blev kendt som Nötscher Kreis.
Efter anbefaling af Gustav Klimt og Carl Moll modtog Kolig 1911 et stipendium for at studere i Paris. Han rejste med familien til Frankrig, men da 1. verdenskrig brød ud, måtte han flygte og efterlod sig værker dér, som siden er gået tabt.
1911 udstillede han for første gang sammen med Oskar Kokoschka og Egon Schiele i det såkaldte Hagenbund, og 1917 fik han til opgave at male et fløjalter til Kärnten Schützen som gave til Karl 1. af Østrig.
1926/27 tegnede han en mosaik til Festspielhaus i Salzburg. Året efter accepterede Kolig et professorat ved Württembergs Kunstakademi i Stuttgart ("Staatliche Akademie der Bildenden Künste Stuttgart"(de)), hvor han fik til opgave at dekorere parlamentssalen i Landhaus Klagenfurt med fresker, en opgave han udførte sammen med sine Stuttgart-elever.
Efter annekteringen af Østrig i marts 1938 blev disse kalkmalerier fuldstændig ødelagt af nationalsocialisterne − det samme skete med mosaikkerne i Salzburg.
1943 vendte Kolig tilbage til Nötsch, hvor han 17. december 1944 under et bombeangreb blev begravet i sit atelier, men overlevede. En stor del af Koligs kunstneriske arbejde blev dog ødelagt, og hans svoger maleren Franz Wiegele omkom.

## Galleri
| - Portrætter af Koligs hustru og hans gravsted - Koligs hustru Katharina Wiegele, 1913 - Hustru, 1919 - Gravsten med mosaikmedaljon ("tondo", rundmedaljon) på Friedhof Saak i Nötsch - Mosaikmedaljonen øverst (rundmedaljon) - Placeringen under kirkevindue |

| - Andre værker af Anton Kolig - Portræt af Schaukal-familien, 1911 - Otto von Aichelburg-Zossenegg som kavalerieløjtnant, 1916 - General Gottfried Seibt von Ringenhart, 1918 - Klage, 1920 - Knælende narcissus, 1920 Kniender Narziß - Længsel, 1921 Sehnsucht - Portræt af Hilde Stühler-Herzmansky, 1922 - Feuerhalle Simmering - Vorhalle - Leben, 1927 - Feuerhalle Simmering - Vorhalle - Chronos, 1927 - To musicerende engle, ca. 1938 Zwei musizierende Engel - Malerens værksted, 1938 Die Werkstatt des Malers um 1933 - Nøgenstudie (Akt), 1933 Liegender männlicher Akt - Nøgenstudie, 1941 Liegender männlicher Akt - Liegender männlicher Rückenakt, ukendt dato - Vor ungdom, 1948 Unsere Jugend |